# .asia
.asia er et endnu ikke godkendt generisk topdomæne der er foreslået reserveret til Asien, Australien og Stillehavsområdet.
| Generiske topdomæner | Spire Denne artikel om generiske topdomæner er en spire som bør udbygges. Du er velkommen til at hjælpe Wikipedia ved at udvide den. |